# Collet de Bosc Mitger
El Collet de Bosc Mitger és una petita collada situada a 619 m d'altitud situat en el terme municipal de Monistrol de Calders, del Moianès.
Està situat a llevant del Pla del Sant i dels Salarots i al sud-est de les Esqueroses, al capdamunt de la vall del torrent de la Fàbrega i a ponent de Bosc Mitger i dels Avellaners del Cuca.